# 陕西珠蕨
陕西珠蕨（学名：Cryptogramma shensiensis）为中国蕨科珠蕨属下的一个种。